# Gmina Bloomfield (hrabstwo Trumbull)
Gmina Bloomfield (ang. Bloomfield Township) – gmina w Stanach Zjednoczonych, w stanie Ohio, w hrabstwie Trumbull. W 2020 roku liczyła 1249 mieszkańców.